# فولكان (واجهة برمجة التطبيقات)
فولكان (بالإنجليزية: Vulkan)‏ هي مكتبة رسومية ثلاثية الابعاد، متعددة المنصات تم الإعلان عنها في مؤتمر مطوري الألعاب سنة 2015 من طرف مجموعة كرونوس ، في بداية إنشاء هذه الواجهة البرمجية سميت «تمهيد للجيل القادم من أوبن جي ال»(next generation OpenGL initiative) أو اختصار بـ «جي ال نكست»(glNext)، لكن هذه الأسماء لم تعد معتمدة بعد أن تم الإعلان عن تسمية فولكان.
مثل مكتبة الرسوميات المفتوحة فولكان تستهدف الأداء العالي ووقت الحقيقي في البرامج الثلاثية البعد مثل الألعاب والوسائط المتعددة المستخدمة في كل المنصات، بالإضافة للأداء العالي بدون إستهلاك موارد الوحدة المركزية، فولكان هي أيضا قادرة على تحسين توزيع العمل بين كميات كبيرة من وحدات المعالجة المركزية، فولكان مشتقة وتعتمد على بعض مكونات مانتلي المقدم من شركة أدفانسد مايكرو دفايسز (AMD).

## نظرة عامة
تم تصميم واجهة فولكان لتكون أقرب إلى بنية وحدات المعالجة الرسومية (GPU) الحديثة قدر الإمكان. وبالتالي سيكون أكثر كفاءة من برنامج OpenGL ES.
يستخدم OpenGL في GLSL لغة عالية المستوى لتأثيرات التظليل ينفذ ويترجم الكود حسب نوع المشغل ويتم تحويله إلى ملف ثنائي في وقت التشغيل، فولكان بدلا من ذلك يوفير وسيط يسمى SPIR-V  ، مشابهة HLSL الذي يستخدم في DirectX. وهذا يقلل من العبء على مشغل البطاقة.
تم تصميم فولكان لاستخدامها على مجموعة كاملة من الأجهزة الحديثة، بما في ذلك شرائح المحمول مع ذاكرة مشتركة بين وحدة المعالجة المركزية والجرافيك. لهذا سيكون الامثل لخلافة اوبن جي ال.

## بعض المزايا
يمكن للمطورين مع فولكان الاستفادة من API ذات المستوى المنخفض مع هذا يمكنهم الاستفادة من الكثير من المزيا منها:
- الإكساء بستخدام بتقنية PVRTC (إرسال بيانات مضغوطة بحجم 266 ميغابايت إلى بطاقة العرض)
- 4 × MSAA (ضدالحواف متعدد)
- 16 × تصفية تباين الإكساء
- استخدام وحدة المعالجة المركزية منخفضة، واستخدام GPU فعال جدا
- تأثيرات الانعكاس «مثل المرايا» واقعية جدا
- أكثر من 250,000 مثلثاث
- معالجة آثار ما بعد: تشبع، والتعرض ورسم الخرائط

## وصلات خارجية
- الموقع الرسمي